# Baumwaldsänger
Die Baumwaldsänger (Setophaga, Syn.: Dendroica) sind die artenreichste Singvogel-Gattung in der Familie der Waldsänger (Parulidae). Je nach Autor umfasst die Gattung 36 bis 38 Arten. Die meisten Arten sind Zugvögel. Ihre Brutgebiete befinden sich überwiegend in Nordamerika, das Brutgebiet von Kappenwaldsänger, Goldwaldsänger und Kronwaldsänger reicht dabei bis in die subpolare Zone. Über den Winter wandern sie nach Mittelamerika sowie Südamerika. Als seltene Irrgäste wurden einige Arten auch schon im äußersten Westeuropa nachgewiesen. Die Männchen fallen meist durch ihr farbenprächtiges Brutkleid auf.

## Systematik
Bis zum Jahr 2010 wurde die Gattung Setophaga als monotypisch beschrieben und enthielt als einzige Art den Rotschwanz-Waldsänger (Setophaga ruticilla). Der große Teil der heute in der Gattung zusammengefassten Arten wurde bis zu diesem Zeitpunkt in der Gattung Dendroica geführt, die bis dahin auch den deutschen Trivialnamen Baumwaldsänger besaß. Eine große molekulargenetische Untersuchung von  Irby J. Lovette et al. zeigte dann allerdings, dass sich der Rotschwanz-Waldsänger und die Arten Elfenwaldsänger und Meisenwaldsänger, die früher in der Gattung Parula geführt wurden, sowie der Kapuzenwaldsänger aus der jetzt aufgelösten Gattung Wilsonia, phylogenetisch tief im Baum der Gattung Dendroica befanden, die somit keine monophyletische Gruppe bildete. Die Gattung musste daher um die eingebetteten Arten erweitert werden. Obwohl die alte Gattung Dendroica mit etwa 29 Arten den weitaus größten Teil der neu aufgestellten Gattung bildet, gilt dieser Name heute nur noch als Synonym für Setophaga, denn der Name Setophaga hat Priorität, da diese Gattung bereits 1827 von William Swainson aufgestellt wurde und Dendroica im Jahr 1842 von George Robert Gray.
Die Gattung enthält der IOU folgend nach heutigem Stand (2018) die 37 unten aufgeführten Arten. Die Schwestergruppe der Baumwaldsänger bildet der Pfeifwaldsänger (Catharopeza bishopi), der oft als monotypische Gattung behandelt wird, zuweilen aber auch mit in die Gattung Setophaga aufgenommen wird.

### Arten
- Puerto-Rico-Waldsänger (Setophaga angelae)
- Antillenwaldsänger (Setophaga adelaidae)
- Arizonawaldsänger (Setophaga graciae)
- Audebonwaldsänger (Setophaga auduboni)
- Bahamawaldsänger (Setophaga flavescens)
- Barbudawaldsänger (Setophaga subita)
- Blaurücken-Waldsänger (Setophaga caerulescens)
- Braunbrust-Waldsänger (Setophaga castanea)
- Dotterwaldsänger (Setophaga vitellina)
- Einsiedel-Waldsänger (Setophaga occidentalis)
- Elfenwaldsänger (Setophaga pitiayumi)
- Fichtenwaldsänger (Setophaga fusca)
- Gelbscheitel-Waldsänger (Setophaga pensylvanica)
- Goldmanwaldsänger (Setophaga goldmani)
- Goldkehl-Waldsänger (Setophaga dominica)
- Goldwaldsänger (Setophaga petechia)
- Goldwangen-Waldsänger (Setophaga chrysoparia)
- Grauwaldsänger (Setophaga plumbea)
- Grünmantel-Waldsänger (Setophaga virens)
- Kapuzenwaldsänger (Setophaga citrina)
- Kiefernwaldsänger (Setophaga pinus)
- Kronwaldsänger (Setophaga coronata)
- Kubawaldsänger (Setophaga pityophila)
- Magnolienwaldsänger (Setophaga magnolia)
- Meisenwaldsänger (Setophaga americana)
- Michiganwaldsänger (Setophaga kirtlandii)
- Palmenwaldsänger (Setophaga palmarum)
- Blauwaldsänger (Setophaga cerulea)
- Rostscheitel-Waldsänger (Setophaga discolor)
- Rotschwanz-Waldsänger (Setophaga ruticilla)
- Saint-Lucia-Waldsänger (Setophaga delicata)
- Socorrowaldsänger (Setophaga graysoni)
- Streifenwaldsänger (Setophaga striata)
- Strichelwaldsänger (Setophaga pharetra)
- Tigerwaldsänger (Setophaga tigrina)
- Townsendwaldsänger (Setophaga townsendi)
- Trauerwaldsänger (Setophaga nigrescens)